# Épiafzéléchine
L’épiafzéléchine est un flavan-3-ol.
C'est un isomère de l'afzéléchine.

## Oligomères connus
C'est un monomère entrant dans la composition des propélargonidines, un type de tanins condensés. Les tanins condensés sont des polymères de flavanols et les propélargonidines sont notamment composées d'épiafzéléchine. Le nom provient du fait que ces tanins produit de la pélargonidine, une anthocyane, lors de leur hydrolyse en milieu acide.
propélargonidines de type A

Structire de la selliguéaine A.

Le dimère Ent-épiafzéléchine-3-O-p-hydroxybenzoate-(4α→8,2α→O→7)-épiafzéléchine peut être trouvé dans l'abricot (Prunus armeniaca).

Le trimère selliguéaine A (épiafzéléchine-(4β-8,2β-0-7)-épiafzéléchine-(4β-8)-afzéléchine) peut être isolé du rhizome de la fougère Selliguea feei.
propélargonidines de type B
Le trimère épiafzéléchine-(4β→8)-épiafzéléchine-(4β→8)-4′-O-méthyl-(−)-épigallocatéchine peut être isolé de l'écorce de Heisteria pallida.